# Résolution 262 du Conseil de sécurité des Nations unies
Membres permanents
- Chine (Taïwan)
- États-Unis
- France
- Royaume-Uni
- URSS

Membres non permanents
- Algérie
- Brésil
- Canada
- Danemark
- Éthiopie
- Hongrie
- Inde
- Pakistan
- Paraguay
- Sénégal

Résolution no 261 Résolution no 263
La résolution 262 du Conseil de sécurité des Nations unies est adoptée à l'unanimité lors de la 1 462e séance du Conseil de sécurité des Nations unies le 31 décembre 1968.
Après avoir entendu les déclarations d'Israël et du Liban, le Conseil a condamné Israël pour son action militaire préméditée en violation de son obligation au titre de la Charte et des résolutions de cessez-le-feu. Il a lancé un avertissement solennel à Israël, l'avertissant que, si un incident devait se reproduire, le Conseil devrait envisager de nouvelles mesures pour faire appliquer ses décisions et a estimé que le Liban a souffert et que la responsabilité incombe à Israël.

### Sources
- (en) Cet article est partiellement ou en totalité issu de l’article de Wikipédia en anglais intitulé « United Nations Security Council Resolution 262 » (voir la liste des auteurs).

### Texte
- Résolution 262 Sur fr.wikisource.org
- Résolution 262 Sur en.wikisource.org